# Rimini Calcio Football Club 2001-2002
Questa pagina raccoglie i dati riguardanti il Rimini Calcio Football Club nelle competizioni ufficiali della stagione 2001-2002.

## Stagione

"Il Cobra" Davide Di Nicola, autore di 24 reti stagionali

La conduzione tecnica viene affidata a Franco Bonavita, che torna a Rimini dopo la parentesi post-Melotti del 1999. In attacco spicca l'arrivo della punta abruzzese Davide Di Nicola, capocannoniere del precedente campionato di Serie C1 col L'Aquila.
È proprio Di Nicola a trascinare la squadra segnando 8 reti nelle prime 7 gare, tutte vinte ad eccezione di un pareggio. Il Teramo tuttavia sorpassa i riminesi, e dopo il pareggio interno col Thiene arriva l'esonero di Bonavita a favore di Claudio Foscarini. Nel mercato di gennaio arrivano Bravo, Rachini e il ventitreenne oriundo Ricchiuti, destinato a diventare il giocatore con più presenze in biancorosso negli anni a venire. Il girone di andata viene chiuso al 2º posto, a due punti di distanza dal Teramo.
La testa della classifica si allontana dopo i due pareggi contro il fanalino di coda Poggese e il Gubbio e la successiva sconfitta a San Marino. La rincorsa al primo posto è inutile, il Teramo infatti sale in C1 con due giornate d'anticipo. Alla penultima di campionato si gioca proprio Teramo-Rimini, partita irrilevante ai fini del primo posto, durante la quale il bomber Di Nicola (24 gol fino a lì) termina la propria stagione infortunandosi al legamento collaterale sinistro dopo un duro intervento del difensore teramano Terlizzi.
Di Nicola salta così i play-off che il Rimini disputa in virtù del 2º posto finale. La semifinale è contro la Sambenedettese, la cui tifoseria è gemellata con quella riminese. Nella gara di andata al Riviera delle Palme i romagnoli vanno sotto 2-0, poi si portano sul 2-2 con la rete del pari siglata da Luconi nei minuti di recupero. Nella sfida di ritorno tra le mura amiche al Rimini basterebbe anche solo un pareggio, ma il gol del rossoblu Massimo De Amicis decide l'incontro in favore dei marchigiani. Finisce 0-1, per i biancorossi si concretizza così la quinta eliminazione consecutiva dai play-off.

## Organigramma societario
Area direttiva
- Amministratore delegato: Vincenzo Bellavista
- Presidente: Luca Benedettini
- Vice Presidente: Ivan Ventimiglia

Area organizzativa
- Team manager: Piergiorgio Ceccherini

Area comunicazione
- Segretario: Floriano Evangelisti
- Ufficio Stampa: Giuseppe Meluzzi

Area tecnica
- Direttore sportivo: Andrea Mangoni
- Allenatore: Franco Bonavita, poi Claudio Foscarini
- Allenatore in seconda: Raffaele Belli
- Preparatore atletico: Danilo Chiodi
- Preparatore dei portieri: Dino Valentini

Area sanitaria
- Medico sociale: Pasquale Contento
- Massaggiatore: Pietro Rossini

## Rosa
| N. |                   | Ruolo | Calciatore              |
| -- | ----------------- | ----- | ----------------------- |
|    | Italia (bandiera) | P     | Marco Bizzarri          |
|    | Italia (bandiera) | P     | Maurizio Battistini     |
|    | Italia (bandiera) | D     | Alessandro Mastronicola |
|    | Italia (bandiera) | D     | Alessio Ballanti        |
|    | Italia (bandiera) | D     | Andrea Cipolli          |
|    | Italia (bandiera) | D     | Andrea Mussoni          |
|    | Italia (bandiera) | D     | Daniele Bucchi          |
|    | Italia (bandiera) | D     | Diego Caverzan          |
|    | Italia (bandiera) | D     | Diego Nanni             |
|    | Italia (bandiera) | D     | Luca D'Angelo           |
|    | Italia (bandiera) | D     | Mario Donadoni          |
|    | Italia (bandiera) | D     | Paolo Bravo             |
|    | Italia (bandiera) | C     | Adrián Ricchiuti        |

| N. |                   | Ruolo | Calciatore          |
| -- | ----------------- | ----- | ------------------- |
|    | Italia (bandiera) | C     | Daniele Bordacconi  |
|    | Italia (bandiera) | C     | Davide Di Terlizzi  |
|    | Italia (bandiera) | C     | Fabio Favi          |
|    | Italia (bandiera) | C     | Francesco Lunardini |
|    | Italia (bandiera) | C     | Gianluca Di Giulio  |
|    | Italia (bandiera) | C     | Marco Brighi        |
|    | Italia (bandiera) | C     | Mauro Antonioli     |
|    | Italia (bandiera) | C     | Paolo Rachini       |
|    | Italia (bandiera) | A     | Cristiano Luconi    |
|    | Italia (bandiera) | A     | Davide Di Nicola    |
|    | Italia (bandiera) | A     | Edoardo Micchi      |
|    | Italia (bandiera) | A     | Luca Dosi           |
|    | Italia (bandiera) | A     | Maurizio Neri       |

## Risultati

### Serie C2

#### Girone di andata
| Arbitro: | Santucci (Reggio Calabria) |

|                          |           |              |
| Di Nicola 8’ (rig.), 73’ | Marcatori | 44’ Matteini |

| Arbitro: | Padovan (Conegliano) |

|             |           |                           |
| Balzano 49’ | Marcatori | 13’ Micchi 70’ Bordacconi |

| Arbitro: | Bianchi (Lucca) |

|                          |           |                                               |
| Actis Dato 90'+2’ (rig.) | Marcatori | 52’ (rig.) Di Nicola 63’ Micchi 85’ M. Brighi |

| Arbitro: | Siragusa (Acireale) |

|                    |           |  |
| Di Nicola 15’, 40’ | Marcatori |  |

| Arbitro: | Masiero (Mestre) |

|                        |           |                           |
| Motta 36’ Molinari 69’ | Marcatori | 59’ (rig.), 80’ Di Nicola |

| Arbitro: | Carrer (Conegliano) |

|                              |           |           |
| Nicola 23’ (rig.) Micchi 43’ | Marcatori | 60’ Succi |

| Arbitro: | Valensin (Milano) |

|  |           |            |
|  | Marcatori | 56’ Micchi |

| Rimini 21 ottobre 2001, ore 15:00 CEST 8ª giornata | Rimini            | 0 – 0 | San Marino | Stadio Romeo Neri\| Arbitro: \| Ferraro (Crotone) \| |
| Arbitro:                                           | Ferraro (Crotone) |       |            |                                                      |

| Arbitro: | Niccolai (Livorno) |

|                          |           |               |
| Lagorio 32’ Floccari 61’ | Marcatori | 89’ Di Nicola |

| Arbitro: | Bernardoni (Modena) |

|          |           |  |
| Favi 45’ | Marcatori |  |

| Arbitro: | Finazzi (Torino) |

|                         |           |                  |
| Matys 2’, 82’ Basso 16’ | Marcatori | 90'+2’ Di Nicola |

| Arbitro: | Torella (Roma) |

|                        |           |  |
| Di Nicola 90+3’ (rig.) | Marcatori |  |

| Arbitro: | Sacco (Civitavecchia) |

|                |           |  |
| Cacciatori 69’ | Marcatori |  |

| Rimini 2 dicembre 2001, ore 14:30 CET 14ª giornata | Rimini              | 0 – 0 | Thiene | Stadio Romeo Neri\| Arbitro: \| Tagliavento (Terni) \| |
| Arbitro:                                           | Tagliavento (Terni) |       |        |                                                        |

| Mantova 9 dicembre 2001, ore 14:30 CET 15ª giornata | Mantova         | 0 – 0 | Rimini | Stadio Danilo Martelli\| Arbitro: \| Banti (Livorno) \| |
| Arbitro:                                            | Banti (Livorno) |       |        |                                                         |

| Arbitro: | Squillace (Catanzaro) |

|            |           |           |
| Micchi 31’ | Marcatori | 2’ Faieta |

| Arbitro: | De Marco (Chiavari) |

|  |           |               |
|  | Marcatori | 72’ Di Nicola |

#### Girone di ritorno
| Arbitro: | Ioseffi (Siena) |

|  |           |                          |
|  | Marcatori | 11’ Di Nicola 68’ Micchi |

| Arbitro: | Di Renzo (Ostia) |

|                           |           |          |
| Di Nicola 43’, 57’ (rig.) | Marcatori | 55’ Livi |

| Arbitro: | Rocchi (Firenze) |

|  |           |                  |
|  | Marcatori | 89’ Gabbriellini |

| Arbitro: | Fiori (Perugia) |

|                     |           |                                 |
| F. Ferrari 79’, 88’ | Marcatori | 12’, 90+2’ Micchi 29’ Di Nicola |

| Arbitro: | Giannoccaro (Lecce) |

|                      |           |  |
| Di Nicola 89’ (rig.) | Marcatori |  |

| Poggio Rusco 10 febbraio 2002, ore 14:30 CET 23ª giornata | Poggese            | 0 – 0 | Rimini | Stadio Comunale\| Arbitro: \| Cigalotti (Milano) \| |
| Arbitro:                                                  | Cigalotti (Milano) |       |        |                                                     |

| Rimini 17 febbraio 2002, ore 14:30 CET 24ª giornata | Rimini               | 0 – 0 | Gubbio | Stadio Romeo Neri\| Arbitro: \| Nicoletti (Macerata) \| |
| Arbitro:                                            | Nicoletti (Macerata) |       |        |                                                         |

| Arbitro: | Girardi (San Donà di Piave) |

|                 |           |  |
| De Battisti 70’ | Marcatori |  |

| Arbitro: | Marchesi (Bergamo) |

|                                  |           |  |
| Di Nicola 40’ (rig.) Rachini 60’ | Marcatori |  |

| Arbitro: | Capozzi (Vicenza) |

|  |           |                          |
|  | Marcatori | 5’ Mussoni 27’ Di Nicola |

| Arbitro: | Velotto (Grosseto) |

|                                 |           |  |
| Di Nicola 34’ Neri 90+1’ (rig.) | Marcatori |  |

| Montichiari 30 marzo 2002, ore 15:00 CET 29ª giornata | Montichiari        | 0 – 0 | Rimini | Stadio Romeo Menti\| Arbitro: \| Brunialti (Trento) \| |
| Arbitro:                                              | Brunialti (Trento) |       |        |                                                        |

| Arbitro: | Tagliavento (Terni) |

|                                         |           |                                                   |
| Di Nicola 15’ Antonioli 34’ Rachini 43’ | Marcatori | 26’ Soncin 29’ Taccucci 46’ Delvecchio 76’ Soncin |

| Arbitro: | D'Aguanno (Marsala) |

|               |           |                        |
| Marchesan 67’ | Marcatori | 2’, 26’, 54’ Di Nicola |

| Arbitro: | Ciancaleoni (Foligno) |

|             |           |  |
| Mussoni 59’ | Marcatori |  |

| Arbitro: | D'Aguanno (Marsala) |

|  |           |            |
|  | Marcatori | 90’ Luconi |

| Arbitro: | Valensin (Milano) |

|               |           |                               |
| Di Giulio 33’ | Marcatori | 69’ Catanese 80’ Giandomenico |

#### Play-off
| Arbitro: | Ferraro (Crotone) |

|                           |           |                             |
| Criniti 10’ De Amicis 40’ | Marcatori | 47’ Bordacconi 90+3’ Luconi |

| Arbitro: | Mariuzzo (Venezia) |

|  |           |               |
|  | Marcatori | 52’ De Amicis |

### Coppa Italia di Serie C

#### Fase a gironi
| Serravalle (San Marino) 12 agosto 2001, ore 20:30 1ª giornata                                 | San Marino | 2 – 3                              | Rimini | Stadio Olimpico di Serravalle |
| \| \| \| \| \| De Giorgio 56’ Selva 72’ \| Marcatori \| 1’ Bordacconi 31’ Cipolli 35’ Dosi \| |            |                                    |        |                               |
|                                                                                               |            |                                    |        |                               |
| De Giorgio 56’ Selva 72’                                                                      | Marcatori  | 1’ Bordacconi 31’ Cipolli 35’ Dosi |        |                               |

| Rimini 19 agosto 2001, ore 20:30 2ª giornata                                                      | Rimini    | 4 – 1           | Imolese | Stadio Romeo Neri |
| \| \| \| \| \| M. Brighi 25’ Antonioli 50’ Micchi 59’ Dosi 69’ \| Marcatori \| 5’ Gabbriellini \| |           |                 |         |                   |
|                                                                                                   |           |                 |         |                   |
| M. Brighi 25’ Antonioli 50’ Micchi 59’ Dosi 69’                                                   | Marcatori | 5’ Gabbriellini |         |                   |

| 22 agosto 2001 3ª giornata |  | – Turno di riposo Rimini |  |  |

| Arbitro: | Mariuzzo (Venezia) |

|                                               |           |               |
| Zhabov 16’ (rig.), 24’ (rig.) Antonellini 52’ | Marcatori | 61’ Antonioli |

| Rimini 29 agosto 2001, ore 20:30 5ª giornata | Rimini | 0 – 0 | Faenza | Stadio Romeo Neri |

#### Fase ad elimnazione diretta
| Arbitro: | Capozzi (Vicenza) |

|  |           |             |
|  | Marcatori | 56’ Melucci |

| Arbitro: | Lops (Torino) |

|                               |           |               |
| Tagliaferri 25’ Florean 90+3’ | Marcatori | 30’ Antonioli |